# Hans Kantor
Hans Kantor (* 1903; † nach 1925) war ein österreichischer Langstreckenläufer.
Bei den Olympischen Spielen 1924 in Paris schied er über 5000 m im Vorlauf aus.
1924, 1925 (mit dem nationalen Rekord von 15:30,2 min) und 1926 wurde er Österreichischer Meister über 5000 m.